# Хильи, Лоренсо
Лоренсо Хильи (исп. Lorenzo Gilli; 28 мая 1905, Вилья-Мария, Кордова — неизвестно), из-за итальянского происхождения его имя может писаться как Лоренцо Джилли (итал. Lorenzo Gilli) — аргентинский футболист, левый и центральный защитник. Два его брата — Нестор и Адольфо Насарио также являлись профессиональными футболистами.

## Карьера
Лоренсо Хильи начал карьеру в клубе «Унион Сентраль» (исп. Unión Central) из Кордовы. Оттуда он перешёл в «Бельграно». В 1931 году Хильи был куплен «Феррокарриль Оэсте». Лоренсо и другой футболист, Мигель Браво стали первыми игроками, приобретёнными этим клубом после обретения им профессионального статуса. 19 сентября 1931 года Хильи дебютировал в составе «Феррокарриль» в матче с «Расингом» (2:1). 3 июля следующего года он забил первый мяч за клуб, поразив ворота «Химнасии» (4:4). 18 марта 1934 года защитник провёл последнюю игру за «Феррокарриль Оэсте», в котором его клуб проиграл со счётом 2:8 «Химнасии». Всего в составе команды он провёл 97 матчей и забил два гола.
Весной 1934 года Хильи стал игроком клуба «Сан-Лоренсо». 29 апреля он впервые сыграл за команду во встрече с «Велес Сарсфилд» (1:3). В том году клуб выиграл бронзовые медали. Это же достижение «Сан-Лоренсо» повторил и годом позже. А в 1936 году команда выиграла чемпионат страны. Хильи выступал в составе команды до 1940 году, проведя 189 матчей, по другим данным 190 матчей. 22 сентября 1940 года он сыграл последний матч за «Сан-Лоренсо», в котором его клуб проиграл «Индепенденте» (2:4).

## Статистика

### Клубная
| Сезон | Клуб               | Лига    | Чемпионат | Чемпионат |
| Сезон | Клуб               | Лига    | Игры      | Голы      |
| ----- | ------------------ | ------- | --------- | --------- |
| 1931  | Феррокарриль Оэсте | Примера | 18        | 0         |
| 1932  | Феррокарриль Оэсте | Примера | 33        | 1         |
| 1933  | Феррокарриль Оэсте | Примера | 32        | 0         |
| 1934  | Феррокарриль Оэсте | Примера | 1         | 0         |
| 1934  | Сан-Лоренсо        | Примера | 33        | 0         |
| 1935  | Сан-Лоренсо        | Примера | 31        | 0         |
| 1936  | Сан-Лоренсо        | Примера | 33        | 0         |
| 1937  | Сан-Лоренсо        | Примера | 34        | 0         |
| 1938  | Сан-Лоренсо        | Примера | 21        | 0         |
| 1939  | Сан-Лоренсо        | Примера | 29        | 0         |
| 1940  | Сан-Лоренсо        | Примера | 8         | 0         |

### Международная
| Матчи Лоренсо Хильи за сборную Аргентины | Матчи Лоренсо Хильи за сборную Аргентины | Матчи Лоренсо Хильи за сборную Аргентины | Матчи Лоренсо Хильи за сборную Аргентины | Матчи Лоренсо Хильи за сборную Аргентины | Матчи Лоренсо Хильи за сборную Аргентины | Матчи Лоренсо Хильи за сборную Аргентины |
| ---------------------------------------- | ---------------------------------------- | ---------------------------------------- | ---------------------------------------- | ---------------------------------------- | ---------------------------------------- | ---------------------------------------- |
| №                                        | Дата                                     | Место проведения                         | Оппонент                                 | Счёт                                     | Голы                                     | Турнир                                   |
| 1                                        | 10 октября 1937                          | Монтевидео                               | Уругвай                                  | 3:0                                      | —                                        | Кубок Липтона                            |
| 2                                        | 11 ноября 1937                           | Монтевидео                               | Уругвай                                  | 5:1                                      | —                                        | Кубок Липтона                            |

## Достижения
- Чемпион Аргентины: 1936
- Обладатель Кубка Липтона: 1937
- Чемпион Южной Америки: 1941